# São João da Pesqueira (freguesia)
São João da Pesqueira is een plaats (freguesia) in de Portugese gemeente São João da Pesqueira en telt 1989 inwoners (2001).